# Thuringium
Das Thuringium, auch verkürzt zu Thuring (oder auch in der französischen Form Thuringien gebraucht), ist in der Erdgeschichte eine früher meist im regionalen oder supraregionalen Kontext des mitteleuropäischen Permbeckens, in geringerem Maße auch international benutzten Stufe des Perm. Sie wurde zunächst synonym zu Zechstein verwendet, einer Gesteinseinheit bzw. Einheit der Lithostratigraphie und war damit im Grunde selber lithostratigraphisch definiert. Später gab es Versuche, das Thuringium als chronostratigraphische Stufe zu etablieren. Die Gleichsetzung einer lithostratigraphischen Einheit mit einer (vermeintlich) chronostratigraphischen Einheit ist heute in der Geologie nicht mehr gewünscht. Bei der Definition der Grenzen der vermeintlich chronostratigraphischen Stufe gab es aus verschiedenen Gründen  größere Probleme. Es wird daher empfohlen, den Begriff heute nicht mehr zu verwenden. Er ist jedoch von historischen Interesse, da er in der älteren Literatur weit verbreitet ist, und z. T. in der paläobotanischen Literatur bis in die jüngste Zeit Verwendung fand.

## Geschichte und Namensgebung
Das Thuringium ist nach dem deutschen Bundesland Thüringen benannt. Der Begriff wurde von den französischen Geologen Ernest Munier-Chalmas und Albert de Lapparent 1893 vorgeschlagen und bezeichnete ursprünglich den Zechstein im südlichen Harzvorland. Der Begriff Thuringium wie auch Saxonium war in erster Linie ein lithostratigraphischer Begriff. Erst später definierten andere Autoren die Basis des Thuringiums mit Hilfe von Mikrofloren (Pollen und Sporen) biostratigraphisch und versuchten den Begriff chronostratigraphisch zu etablieren.

## Definition und Korrelation
Die Untergrenze des Thuringiums und damit die Grenze zum Saxonium ist äußerst umstritten, und die Korrelation mit der internationalen chronostratigraphischen Gliederung des Perms ist mit sehr großen Diskrepanzen behaftet. Die Basis des Thuringiums wird in manchen Korrelationen daher bis ins Artinskium zurück verlegt. Die jüngsten Palynofloren im südlichen Harzvorland stammen aus dem unteren Rotliegend. Das Oberrotliegend hat aufgrund der Oxidation von organischem Material praktisch keine Mikrofloren geliefert hat. Hier liegt die Untergrenze des paläobotanisch definierten Thuringiums bzw. beginnen „thuringische“ Mikrofloren bereits im Asselium/Sakmarium. Die „thuringischen“ Mikrofloren erscheinen damit weit vor der Transgression des Zechsteins im unteren Wuchiapingium, der ursprünglichen Untergrenze des lithostratigraphisch definierten Thuringiums.
Aufgrund der großen Schwierigkeiten eine Untergrenze für das Thuringium bzw. der stark unterschiedlichen Auffassungen über den Beginn des Thuringiums raten Manfred Menning et al. (2005) von der weiteren Benutzung des Begriffes ab.
Gerade im Falle des Thuringiums wird sehr deutlich, dass im Grunde ursprünglich lithostratigraphische Begriffe nicht chronostratigraphisch verwendet werden sollten. Chronostratigraphie und Lithostratigraphie sind zwei unterschiedliche Methoden der Gliederung von Gesteinsabfolgen, deren unterschiedlich definierte Begriffe nicht synonym gebraucht werden dürfen. Ziel muss jedoch sein, die lithostratigraphischen Einheiten möglichst genau in die chronostratigraphische Gliederung einzuhängen. Die Basis des Zechstein bzw. die Transgression des Meeres, in denen die Gesteine des Zechsteins zur Ablagerung kamen, kann heute relativ sicher in das untere Wuchiapingium datiert werden.